# Jeanette Brakewell
Jeanette Brakewell (née le 4 février 1974) est une cavalière de concours complet d'équitation, médaillée aux Jeux olympiques d'été de 2000 et aux Jeux olympiques de 2004.